# Freiherr

Corona de Freiherr, utilizada en Alemania

Freiherr («señor libre») es un título de nobleza de Alemania y del Imperio austrohúngaro, equivalente al título de barón.
Aunque el título fue oficialmente abolido en 1918, aún es utilizado como parte del nombre familiar y en algunos círculos de alta sociedad. También se usa en Dinamarca, Noruega y Suecia con el nombre friherre, y en Finlandia con el nombre de vapaaherra.
La esposa del Freiherr se llama Freifrau y su hija recibe el nombre de Freiin.